# Eudema
Eudema là một chi thực vật có hoa thuộc họ Brassicaceae. 
Chi này có các loài sau:
- Eudema nubigena